# Aşıqalılar
Aşıqalılar è un comune dell'Azerbaigian situato nel distretto di Beyləqan. Conta una popolazione di 2.016 abitanti.